# Cantonul Orbec
Cantonul Orbec este un canton din arondismentul Lisieux, departamentul Calvados, regiunea Basse-Normandie, Franța.

## Comune
| Comune                                    | Populație (1999) | Cod poștal | Cod INSEE |
| ----------------------------------------- | ---------------- | ---------- | --------- |
| Cernay                                    | ...              | 14290      | 14147     |
| Cerqueux                                  | ...              | 14290      | 14148     |
| La Chapelle-Yvon                          | ...              | 14290      | 14154     |
| Courtonne-les-Deux-Églises                | ...              | 14290      | 14194     |
| La Croupte                                | ...              | 14140      | 14210     |
| Familly                                   | ...              | 14290      | 14259     |
| La Folletière-Abenon                      | ...              | 14290      | 14273     |
| Friardel                                  | ...              | 14290      | 14292     |
| Meulles                                   | ...              | 14290      | 14429     |
| Orbec                                     | ...              | 14290      | 14478     |
| Préaux-Saint-Sébastien                    | ...              | 14290      | 14518     |
| Saint-Cyr-du-Ronceray                     | ...              | 14290      | 14570     |
| Saint-Denis-de-Mailloc                    | ...              | 14100      | 14571     |
| Saint-Julien-de-Mailloc                   | ...              | 14290      | 14599     |
| Saint-Martin-de-Bienfaite-la-Cressonnière | ...              | 14290      | 14621     |
| Saint-Martin-de-Mailloc                   | ...              | 14100      | 14626     |
| Saint-Pierre-de-Mailloc                   | ...              | 14290      | 14647     |
| Tordouet                                  | ...              | 14290      | 14693     |
| La Vespière                               | ...              | 14290      | 14740     |